# Porichthys
Porichthys là một chi cá. Các loài trong chi này là động vật ăn đêm. Ban ngày, chúng vùi mình trong bùn hoặc cát. Trong những đêm mùa hè, chúng kêu râm ran để thu hút con cái và khuyến khích cá cái đẻ trứng. Tiếng kêu được phát ra từ vùng cơ xung quanh bóng hơi của chúng. Não của những con cá này đã điều chỉnh tiếng kêu sao cho chúng không bị điếc và có thể nghe thấy kẻ thù hoặc con cái đang bơi tới ngay cả khi chúng đang kêu to - một cơ chế tương tự như con người.

## Danh sách loài
Chi này có 14 loài được công nhận.
- Porichthys analis C. L. Hubbs & L. P. Schultz, 1939 (Darkedge midshipman)
- Porichthys bathoiketes C. R. Gilbert, 1968
- Porichthys ephippiatus H. J. Walker & Rosenblatt, 1988 (Saddle midshipman)
- Porichthys greenei C. H. Gilbert & Starks, 1904 (Greene's midshipman)
- Porichthys kymosemeum C. R. Gilbert, 1968
- Porichthys margaritatus (J. Richardson, 1844) (Daisy midshipman)
- Porichthys mimeticus H. J. Walker & Rosenblatt, 1988 (Mimetic midshipman)
- Porichthys myriaster C. L. Hubbs & L. P. Schultz, 1939 (Specklefin midshipman)
- Porichthys notatus Girard, 1854 (Plainfin midshipman)
- Porichthys oculellus H. J. Walker & Rosenblatt, 1988 (Smalleye midshipman)
- Porichthys oculofrenum C. R. Gilbert, 1968
- Porichthys pauciradiatus D. K. Caldwell & M. C. Caldwell, 1963
- Porichthys plectrodon D. S. Jordan & C. H. Gilbert, 1882 (Atlantic midshipman)
- Porichthys porosissimus (G. Cuvier, 1829)

## Hình ảnh

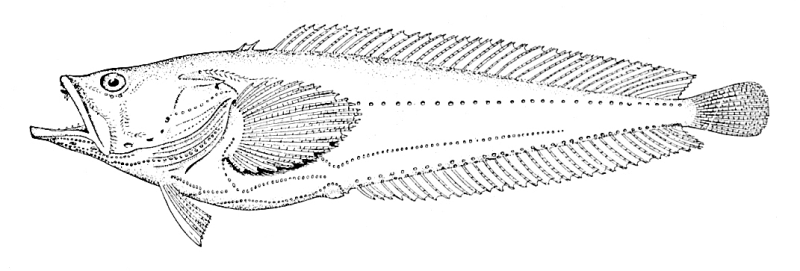
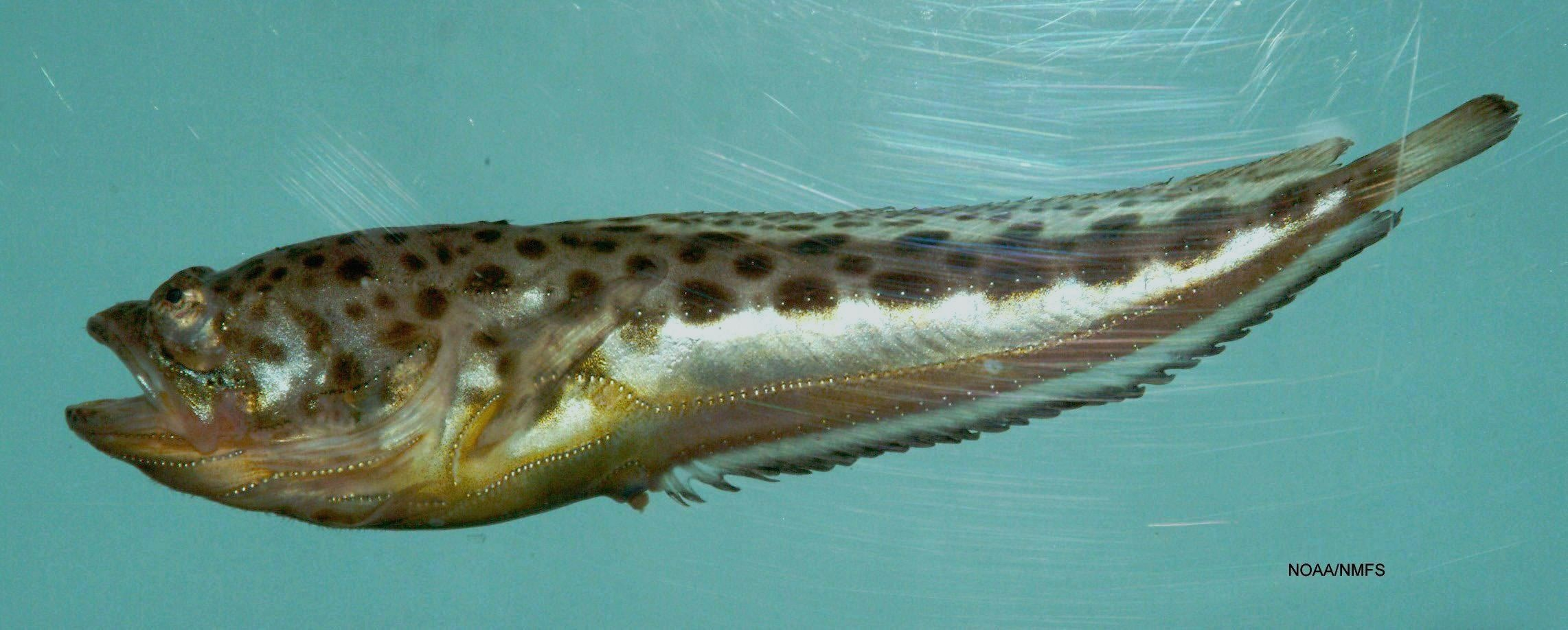
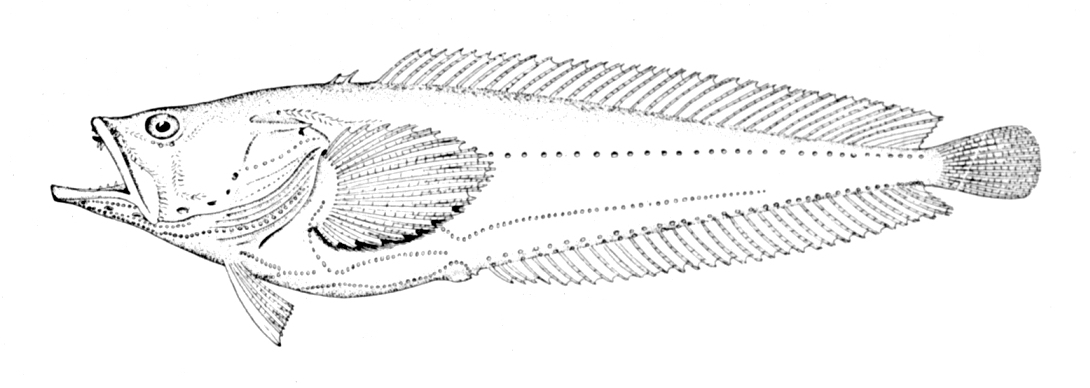